# Бєлік Станіслав Геннадійович
Станіслав Геннадійович Бєлік — солдат Збройних Сил України, учасник російсько-української війни, що загинув у ході російського вторгнення в Україну в 2022 році.

## Життєпис
Народився у місті Шостці на Сумщині. 
Навчався в загальноосвітній школі № 5, потім у школі № 7 м. Шостки. Після здобуття базової середньої освіти вступив до Шосткинського вищого професійного училища № 19, навчання в якому закінчив 2016 року за фахом «кухар, кондитер». Під час навчання був активним спортсменом та учасником позакласних заходів, ведучим. 
З початком повномасштабної російсько-української війни, добровольцем пішов на фронт, проходив військову службу у складі окремої гірсько-штурмової бригади. 
Загинув 14 травня 2022 року під час штурмових дій поблизу села Вишневого Гуляйпільського району Запорізької області.
Урочисте прощання із загиблим було проведено в м. Шостці 22 травня 2022 року.

## Нагороди
- орден За мужність III ступеня (2022, посмертно) — за особисту мужність і самовіддані дії, виявлені у захисті державного суверенітету та територіальної цілісності України, вірність військовій присязі [3].